# Koffiebranderij

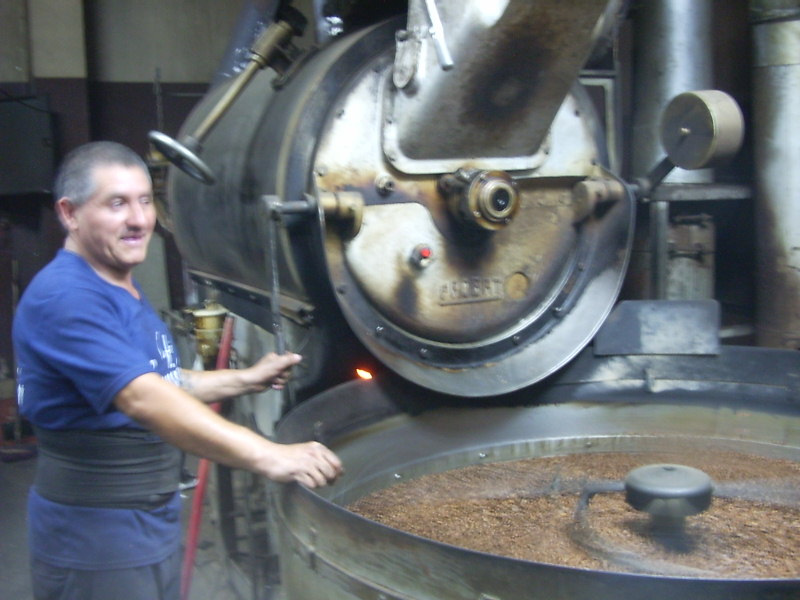
Koffiebranderij in Ecuador

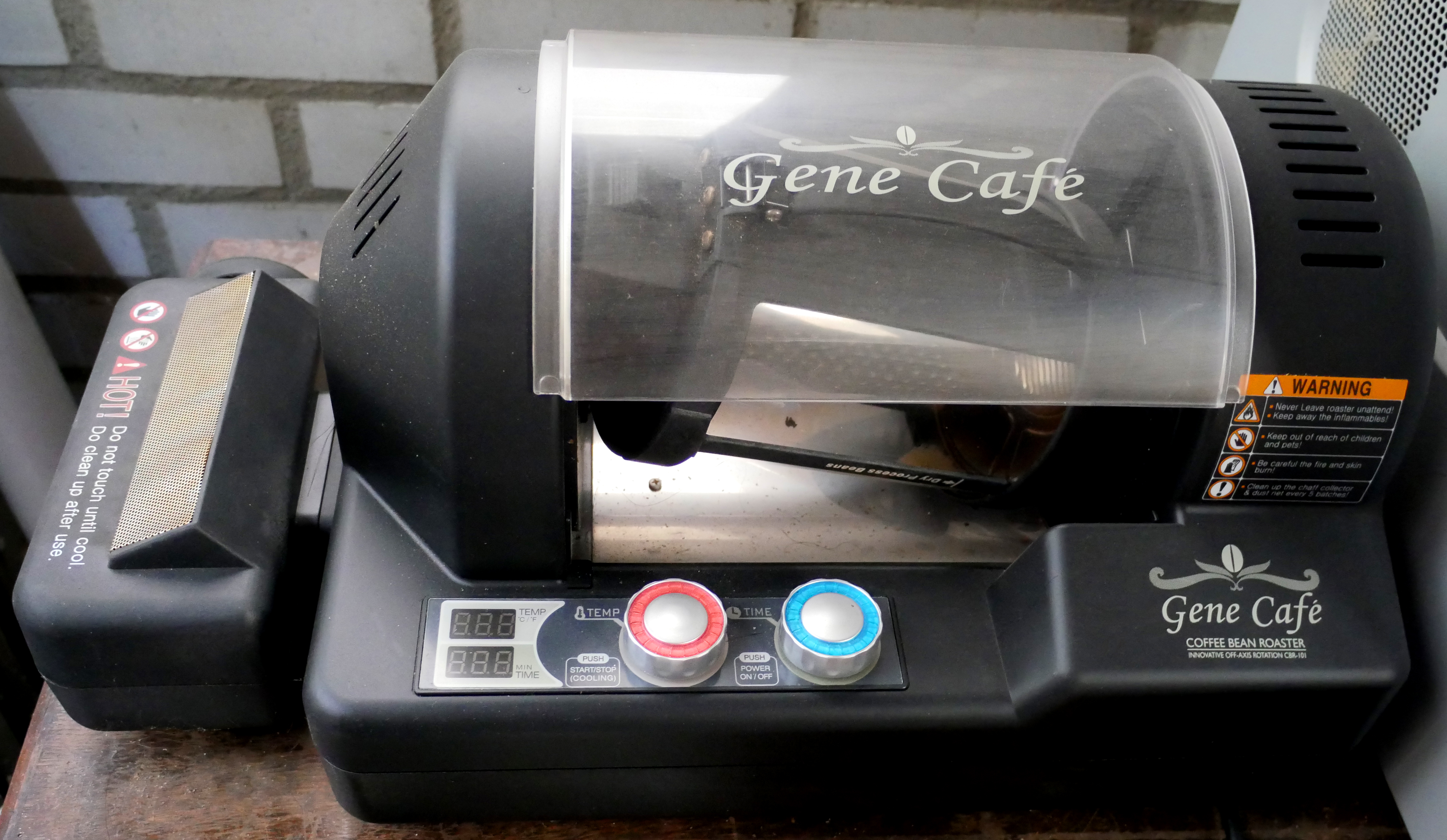
Thuisbrandapparaat

Een koffiebranderij is een bedrijf dat is gespecialiseerd in het fabriceren (branden) van consumeerbare koffie uit de rauwe koffieboon.

## Thuis
Na de introductie van koffie in Europa in de zeventiende eeuw brandde men de koffie voor eigen gebruik eeuwenlang thuis. Al snel ontstonden ook gespecialiseerde koffiebranders, maar door de beperkte houdbaarheid van het eindproduct en transportproblemen bleef dit geruime tijd kleinschalig. In de afgelopen decennia is het thuisbranden weer opgekomen. Voor dit thuisbranden worden ook de oude brandmethoden nog wel gebruikt, maar daarnaast zijn er ook nieuwere apparaten voor in gebruik. Een gemodificeerd popcorn-apparaat, maar ook gespecialiseerde koffiebranders worden dan gebruikt.

## Mechanisatie
Met de opkomst van de industrialisatie halverwege de negentiende eeuw kwamen ook nieuwe technieken voor het branden van koffie beschikbaar. Tegen het einde van de negentiende eeuw begonnen veel kruidenierswinkels met koffiebranden als nevenactiviteit. Pas geruime tijd later verbeterde verpakking en vervoer en ontstonden de grote gespecialiseerde landelijke koffiebranderijen.

## Nederland
Koffiebranderijen in Nederland zijn onder meer Neuteboom, Douwe Egberts, Tiktak, Ahold Delhaize Coffee Company, UCC Coffee Benelux en Ten Have.